# Charmont (cépage)
Le charmont est un cépage blanc obtenu en 1965 à Pully (Domaine du Caudoz) par Jean-Louis Simon et sélectionné par André Jaquinet parmi de nombreux semis très voisins.

## Origine
Le charmont résulte de la fécondation du chasselas par le pollen du chardonnay (cf article sur la burelette du charmont). Il a porté le numéro de collection "1-33", puis a été dénommé "charmont". Le charmont a été sélectionné dans une importante série de croisements de chasselas x chardonnay. Le but poursuivi à cette occasion était d'obtenir un cépage voisin du chasselas mais mieux adapté à certaines situations viticoles parfois peu favorables à cette variété. Dans cette optique, le cépage recherché devait avoir une production plus régulière et plus riche en sucre que celle du chasselas, une acidité peu élevée, ainsi qu'un vin de caractère agréable mais sans bouquet trop marqué. Le charmont répond bien à ces diverses exigences. Comparé au chasselas, il produit légèrement moins mais plus régulièrement. La teneur en sucre des moûts du charmont est en moyenne de 10 ° Oechsle (unité|10|g/l) plus élevée et leur acidité égale ou inférieure à celle du chasselas. Le vin du charmont se distingue davantage de celui du chasselas dans les bonnes situations viticoles ou lorsque la maturité du raisin est très élevée. Il se rapproche alors du chardonnay mais sans toujours avoir l'élégance, faute d'acidité. Le charmont doit être vinifié pour son compte. Il ne semble pas y avoir d'intérêt à l'ajouter au chasselas pour améliorer la teneur en sucre de ses moûts.

## Caractéristiques végétatives
- Rameau : face dorsale rouge ; face ventrale verte à raies rouges ou totalement rouge.
- Extrémité du rameau : moyennement blanchâtre avec traces de carmin en bordure
- Jeunes feuilles : cuivrées ; les deux premières sont blanchâtres, la villosité diminue fortement sur les suivantes, la 5e feuille étant pratiquement glabre
- Feuille adulte : moyenne à grande ; pentagonale ; pentalobée ; vert assez foncé ; plane ; cloqûre moyenne ; dents courtes à moyennes, à base assez large à côtés convexes ; sinus pétiolaire chevauchant en V et parfois dégarni ; sinus latéraux supérieurs ouverts à base en U ; faible densité de poils couchés sur la face inférieure.
- Grappe à maturité : moyenne ; assez courte ; compacité moyenne à élevée
- Baie : moyenne ; elliptique courte ; vert-jaune ; ombilic apparent ; juteuse ; saveur neutre à légèrement aromatique
- Sarment : brun foncé ; surface striée
- Phénologie : débourrement précoce ; véraison précoce ; maturité moyenne (comme le Chasselas)